# 王林生
王林生（1930年—），男，汉族，浙江宁波人，中国国际贸易学家，曾任对外经济贸易大学副校长、教授，第八、九届全国政协委员。